# Болцманова константа
Болцманова константа (k илиkB) је физичка константа којом се повезују температура и енергија.
Име је добила по аустријском физичару Лудвигу Болцману, који је значајно допринео развоју статистичке механике у којој ова константа има централну улогу. Њена експериментално одређена вредност у СИ јединицама је (2002. године CODATA) износи:
  {\displaystyle k=\ 1,3806505(24)\cdot 10^{-23}} Ј/К
{\displaystyle =\ 8,617343(15)\cdot 10^{-5}} eV/К.
Цифре у загради представљају неизвесност, стандардну девијацију на последње две саопштене цифре. Фактор конверзије између вредности саопштених у различитим јединицама је наелектрисање електрона:
q = 1,602 176 53(14) x 10-19 кулона по електрону.

## Физички значај
Болцманова константа k успоставља везу између макроскопске и микроскопске физике. Макроскопски може се успоставити гасна температурска скала која се мења пропорционално производу притиска P и запремине V извесне количине идеалног гаса:
{\displaystyle PV\propto T}

Увођење Болцманове константе претвара ово у формулу о микроскопским особинама молекула,
{\displaystyle PV=NkT\,}
где је N број гасних молекула у посматраном узорку идеалног гаса а k је Болцманова константа. Одавде следи да је kT карактеристична величина микроскопске физике везана за један молекул а са димензијама енергије. Може се схватити и као производ притиска и запремине једног молекула.
Нумеричка вредност константе k нема неки посебан значај јер зависи од начина начина на који смо изабрали да меримо температуру - у келвинима, јединици која је заснована на макроскопским физичким особинама воде. Међутим, фундаментални значај има карактеристична енергија, kT на одређеној температури. Нумеричком вредношћу константе k утврђује се фактор конверзије за мапирање те карактеристичне микроскопске енергије E у макроскопски дефинисану температурну скалу T = E/k. Да смо за изражавање собне температуре уместо 300 K (27 °C или 80 °F), изабрали да кажемо да је тада kT 4,14 х 10-21 J, или 0,026 eV, тада би Болцманова константа била једноставно неименовани број 1.
У принципу, вредност Болцманове константе пропорционалности у џулима по келвинима би могла да се израчуна од нуле, а не да се мери, коришћењем дефиниције келвина у смислу физичких својстава воде. Међутим, ово извођење и израчунавање није тривијално.
(Белешка: једначина стања идеалног гаса може такође да се напише као
{\displaystyle PV=nRT\,}
где је n = N / NA, број молекула подељен Авогадровим бројем, дакле, количина материје мерена у моловима, а R = NA × k, Болцманова константа помножена Авогадровим бројем, која се назива универзална гасна константа. Баратати моловима је много практичније када се ради о свакодневним количинама супстанце у лабораторији.)

## Улога у еквипартицији енергије
Принцип еквипартиције енергије тврди да се енергија равномерно (екви-) раздељује (-партиција) међу свим облицима кретања (тачније степенима слободе). Дакле, у термодинамичком систему на апсолутној температури T, топлотна енергија сваког степена слободе је реда величине kT/2 (т. ј, око 2,07 x 10-21 J, или 0,013 eV на собној температури.

### Примена у једноставној термодинамици гасова
У класичној статистичкој механици, предвиђа се да овај просек важи за хомогене идеалне гасове. Монатомични идеални гасови имају 3 степена слободе по атому, што одговара трима просторним правцима, што даје термалну енергију од 1,5kT по атому. Ово врло добро одговара експерименталним подацима. Термална енергија може да се користи за израчунавање квадратне средње вредности  брзине атома, која је обрнуто пропорционална квадратном корену атомске масе. Квадратне средње вредности брзина на собној температури ово тачно осликавају, јер вредности иду од 1.370 m/s за хелијум, до 240 m/s за ксенон.
Из кинетичке теорије може да се покаже да је за идеални гас просечан притисак P дат као:
{\displaystyle P={\frac {1}{3}}{\frac {N}{V}}m{\overline {v^{2}}}}
Заменом да је просечна транслациона кинетика
{\displaystyle {\frac {1}{2}}m{\overline {v^{2}}}={\frac {3}{2}}kT}
се добија
{\displaystyle P={\frac {N}{V}}kT}
и тако се опет добија једначина стања идеалног гаса.
Једначина стања идеалног гаса такође прилично добро важи и за молекуларне гасове; али је форма топлотног капацитета компликованија, јер молекули поседују унутрашње степене слободе, као и три степена слободе за кретање молекула као целине. Диатомични гасови, на пример, поседују укупно око 5 степени слободе по молекулу.

## Улога у Болцмановом фактору
Општије, системи у еквилибријуму са резервоаром топлоте на температури T имају вероватноће заузимања стања са енергијом E уз тежински фактор који одговара Болцмановом фактору:
{\displaystyle p\propto \exp {\frac {-E}{kT}}}
Поново, енергијска величина kT овде има централни значај.
Последице овога укључују (осим додатка резултату за идеалне гасове), на пример Аренијусову једначину једноставне хемијске кинетике.

## Улога у дефиницији ентропије
У статистичкој механици, ентропија S изолованог система у термодинамичком еквилибријуму је дефинисана као природни логаритам од W, броја различитих микроскопских стања доступних систему уз дата макроскопска ограничења (као што је фиксирана укупна енергија, E):
{\displaystyle S=k\,\ln W.}
Ова једначина која повезује микроскопске детаље система (преко Ω) са његовим макроскопским стањем (преко ентропије, S), је централна идеја статистичке механике. Од такве је важности да је угравирана на Болцмановом гробу.
Константа пропорционалности, k се јавља да би учинила статистичку механичку ентропију једнаку класичној термодинамичкој ентропији Клаузија:
{\displaystyle \Delta S=\int {\frac {dQ}{T}}}
Уместо тога би могла да се изабере другачије скалирана ентропија у микроскопском смислу, тако да
{\displaystyle {S^{\,'}=\ln \Omega }\;;\;\;\;\Delta S^{\,'}=\int {\frac {\mathrm {d} Q}{kT}}.}
Ово би била природнија форма; и овако скалирана ентропија тачно одговара Шеноновој информационој ентропији, што би одстранило много непотребне конфузије између ове две.
Карактеристична енергија, kT би онда била топлота неопходна да повећа скалирану ентропију за један nat.

## Улога у физици полупроводника
Код полупроводника, однос између тока електричне струје и електростатичког потенцијала дуж p-n раскрсница зависи од карактеристичне волтаже која се назива термалном волтажом, у ознаци VT. Термална волтажа зависи од апсолутне температуре T (у келвинима):
{\displaystyle V_{T}={kT \over q}}
где је q величина електричног наелектрисања (у кулонима) на електрону. На собној температури (T ≈ 300 K), вредност термалне волтаже износи приближно 26 миливолти.

## Болцманова константа у Планковим јединицама
Планков систем природних јединица је систем конструисан тако да је Болцманова константа једнака 1. То даје:
{\displaystyle {E={\frac {1}{2}}T}\ }
као просечну кинетичку енергију молекула гаса по степену слободе; и чини да се дефиниција термодинамичке ентропије поклапа са дефиницијом информационе ентропије:
{\displaystyle S=-\sum p_{i}\ln p_{i}}
Вредност изабрана за Планкову јединицу температуре је она која одговара енергији Планкове масе –a запањујућих 1.41679×1032 K.

## Историја
Болцманова константа је добила име по свом аустријском откривачу из 19. века, Лудвигу Болцману. Иако је Болцман први пут повезао ентропију и вероватноћу 1877. године, релација никада није била изражена специфичном константом све док Макс Планк није први пут увео k и дао прецизнију вредност за њу (1,346×10−23 J/K, око 2,5% ниже од данашње вредности), у свом извођењу закона о зрачењу црног тела 1900–1901. Пре 1900. године, једначине које су укључивале Болцманове факторе нису биле написане коришћењем енергија по молекулу и Болцманове константе, већ коришћењем облика гасне константе R, и макроскопских енергија за макроскопске количине супстанце. Иконични сажети облик једначине S = k ln W на Болцмановом надгробном споменику је заправо Планкова заслуга, а не Болцманова. Планк је заправо представио ову константу у истом делу као и његову епонимну h.
Године 1920, Планк је написао у свом Нобеловом предавању:
Ова константа се често назива Болцмановом константом, иако је, колико ја знам, сам Болцман никада није увео – необично стање ствари, које се може објаснити чињеницом да Болцман, како се види из његових повремених изјава, никада није размишљао о могућности спровођења тачног мерења константе.
Ово „необично стање ствари“ илустровано је позивањем на једну од великих научних расправа тог времена. У другој половини деветнаестог века било је великих неслагања око тога да ли су атоми и молекули стварни или су једноставно хеуристичко средство за решавање проблема. Није било сагласности да ли су хемијски молекули, мерени атомским тежинама, исти као физички молекули, мерени кинетичком теоријом. Планково предавање из 1920. даље наводи:
Ништа не може боље да илуструје позитиван и ужурбан темпо напретка који је уметност експериментатора остварила у протеклих двадесет година, од чињенице да је од тада откривен не само један, већ велики број метода за мерење масе молекула са практично истом тачношћу као што је постигнута за планету.
Године 2017, најтачније мере Болцманове константе добијене су акустичном гасном термометријом, којом се помоћу микроталасне и акустичне резонанције одређује брзина звука једноатомног гаса у триаксијалној елипсоидној комори. Овај деценијски напор предузет је различитим техникама у неколико лабораторија; то је један од камена темељаца редефинисања основних јединица СИ из 2019. На основу ових мерења, CODATA је препоручио 1,380649×10−23 J/K као коначну фиксну вредност Болцманове константе која ће се користити за Међународни систем јединица.

## Вредност у различитим јединицама
| Вредност k        | Јединице     | Коментари                                                      |
| ----------------- | ------------ | -------------------------------------------------------------- |
| 1,380649×10−23    | J/K          | СИ по дефиницији, J/K = m2⋅kg/(s2⋅K) у СИ основним јединицама  |
| 8,617333262×10−5  | eV/K         | [ note 1 ]                                                     |
| 2,083661912×10    | Hz/K         | (k/h)                                                          |
| 1,380649×10−16    | erg/K        | CGS систем, 1 erg = 1×10−7 J                                   |
| 3,297623483×10−24 | cal/K        | 1 калорија = 4,1868 J                                          |
| 1,832013046×10−24 | cal/°R       | [ note 1 ]                                                     |
| 5,657302466×10−24 | ft lb/°R     | [ note 1 ]                                                     |
| 0,695034800       | cm−1/K       | (k/(hc))                                                       |
| 3,166811563×10−6  | Eh/K         | (Eh = хартри)                                                  |
| 1,987204259×10−3  | kcal/(mol⋅K) | (kNA)                                                          |
| 8,314462618×10−3  | kJ/(mol⋅K)   | (kNA)                                                          |
| −228,5991672      | dB(W/K/Hz)   | 10 log10(k/(1 W/K/Hz)), користи се за прорачуне топлотног шума |
| 1,536179187×10−40 | kg/K         | k/c2, где је c брзина светлости                                |

### Природне јединице
Болцманова константа обезбеђује мапирање од карактеристичне микроскопске енергије E на макроскопској температурној скали T = E/k. У фундаменталној физици, ово пресликавање се често поједностављује коришћењем природних јединица за постављање k на јединицу. Ова конвенција значи да температуре и количине енергије имају исте димензије. Конкретно, СИ јединица келвин постаје сувишна, јер се дефинише у смислу џула као 1 K = 1,380649×10−23 J. Са овом конвенцијом, температура је увек дата у јединицама енергије, а Болцманова константа није експлицитно потребна у формулама.